# Liste der Kulturdenkmale in Spaichingen
In der Liste der Kulturdenkmale in Spaichingen sind alle Bau- und Kunstdenkmale der Stadt Spaichingen verzeichnet, die im „Verzeichnis der unbeweglichen Bau- und Kunstdenkmale und der zu prüfenden Objekte“ des Landesamts für Denkmalpflege Baden-Württemberg verzeichnet sind.
Diese Liste ist nicht rechtsverbindlich. Eine rechtsverbindliche Auskunft ist lediglich auf Anfrage bei der Unteren Denkmalschutzbehörde des Landkreises Tuttlingen erhältlich.

## Allgemein
- Bild: Zeigt ein ausgewähltes Bild aus Commons, „Weitere Bilder“ verweist auf die Bilder im Medienarchiv Wikimedia Commons.
- Bezeichnung: Nennt den Namen, die Bezeichnung oder die Art des Kulturdenkmals.
- Lage: Straßenname und Hausnummer oder Flurstücknummer des Kulturdenkmals, gegebenenfalls auch den Ortsteil. Die Grundsortierung der Liste erfolgt nach dieser Adresse. Der Link (Karte) führt zu verschiedenen Kartendiensten mit der Position des Kulturdenkmals. Fehlt dieser Link, wurden die Koordinaten noch nicht eingetragen. Sind diese bekannt, können sie über ein Tool mit einer Kartenansicht einfach nachgetragen werden. In dieser Kartenansicht sind Kulturdenkmale ohne Koordinaten mit einem roten bzw. orangen Marker dargestellt und können durch Verschieben auf die richtige Position in der Karte mit Koordinaten versehen werden. Kulturdenkmale ohne Bild sind an einem blauen bzw. roten Marker erkennbar.
- Datierung: Baubeginn, Fertigstellung, Datum der Erstnennung oder grobe zeitliche Einordnung entsprechend des Eintrags in der zuständigen Denkmaldatenbank (Landesamt für Denkmalpflege Baden-Württemberg).
- Beschreibung: Kurzcharakteristik des Kulturdenkmals.

## Kulturdenkmale in Spaichingen
| Bild           | Bezeichnung               | Lage                                           | Datierung               | Beschreibung | ID |
| -------------- | ------------------------- | ---------------------------------------------- | ----------------------- | --- | -- |
| Weitere Bilder | Kirche St. Peter und Paul | Spaichingen, Angerstraße 1 (Karte)             | 1898-1900               | Neugotische Hallenkirche mit Kreuzgewölbedecke, Polygonalchor und viergeschossigem Glockenturm mit Spitzhelm und vier Ecktürmchen. Rosettenfenster in Westgiebel und Querhausgiebeln. Original-Ausstattung wurde bei der Renovierung in den Jahren 1960/61 entfernt. Weitere Renovierung in den Jahren 1991/92. Geschützt nach § 12 DSchG                                                                               |    |
|                | Schule                    | Spaichingen, Bahnhofstraße 4 (Karte)           | 1895                    | ursprünglich Volks-, Latein- und Collaboateurschule, später Gymnasium, heute Realschule. Ursprünglich zweistöckig, 1913 Aufstockung um ein weiteres Geschoss. Ostfassade mit elf Achsen, die mittleren drei Achsen mit viertem Halbgeschoss und Walmdach. Fassadengliederung durch Gesimse und Flachbogenfenster. Rundbogiges Eingangsportal mit Halbsäulen. Geschützt nach § 2 DSchG                                   |    |
|                | Bankgebäude               | Spaichingen, Bahnhofstraße 5 (Karte)           |                         | heute: Gewerbemuseum Geschützt nach § 2 DSchG |    |
|                | Wohnhaus                  | Spaichingen, Bahnhofstraße 10 (Karte)          |                         | Geschützt nach § 2 DSchG | BW |
|                | Wohnhaus                  | Spaichingen, Bahnhofstraße 12 (Karte)          |                         | Geschützt nach § 2 DSchG | BW |
|                | Kameralamt                | Spaichingen, Balgheimer Straße 1 (Karte)       |                         | Geschützt nach § 2 DSchG | BW |
| Weitere Bilder | Wallfahrtskapelle         | Spaichingen, Dreifaltigkeitsberg 1, 2 (Karte)  | 1666 (Grundsteinlegung) | Grundsteinlegung 1666, Weihe 1673, Westturm mit Oktogonalem Obergeschoss und Welscher Haube 1699 vollendet. Die Turmhaube wurde durch Blitzschlag zerstört und 1842 durch eine Plattform ersetzt. Anbauten (Vierung, Flachkuppel, Querschiff und Sakristei) sowie spätbarocke Ausstattung aus den Jahren 1761 bis 1767. Kreuzförmiger Grundriss; halbrunder, dreiseitig geschlossener Ostchor. Geschützt nach § 2 DSchG |    |
| Weitere Bilder | Trigonometrischer Punkt   | Spaichingen, Dreifaltigkeitsbergstraße (Karte) | 1875                    | Geschützt nach § 2 DSchG |    |
|                | Wegkreuz                  | Spaichingen, Hauptstraße (Karte)               |                         | Geschützt nach § 2 DSchG | BW |
|                | Brunnen                   | Spaichingen, Hauptstraße                       |                         | Geschützt nach § 2 DSchG |    |
|                | Amtsgericht               | Spaichingen, Hauptstraße 72, 72/1 (Karte)      |                         | Geschützt nach § 2 DSchG | BW |
|                | Wohn- und Geschäftshaus   | Spaichingen, Hauptstraße 73 (Karte)            |                         | Geschützt nach § 2 DSchG | BW |
|                | Wohn- und Geschäftshaus   | Spaichingen, Hauptstraße 75 (Karte)            |                         | Geschützt nach § 2 DSchG | BW |
|                | Amtsgebäude               | Spaichingen, Hauptstraße 79 (Karte)            | 1683                    | Ehemaliges Obervogteiamt, später Sitz des Oberamts Spaichingen, heute Polizeirevier. Dreigeschossiger, verputzter Satteldachbau mit stehenden Rechteckfenster mit gefasten Gewänden und Fensterläden in den Obergeschossen. Eingangsportal mit gefastem Gewände und eingezogenen Ecken, über Stufen erhöht. Geschützt nach § 2 DSchG                                                                                    | BW |
|                | Gasthaus Kreuz            | Spaichingen, Hauptstraße 113 (Karte)           |                         | Geschützt nach § 2 DSchG | BW |
|                | Turn- und Festhalle       | Spaichingen, Hauptstraße 139 (Karte)           |                         | Geschützt nach § 2 DSchG | BW |
| Weitere Bilder | Kirche St. Josef          | Spaichingen, Hauptstraße 187 (Karte)           | 1896/97                 | Saalkirche. Langhaus mit Satteldach, dreiseitig geschlossener Chor, Turm mit vier ungleichen, durch Gesimse gegliederte Geschosse, Spitzhelm und vierseitig frei stehenden Giebeln. Langhaus und Chor durch Strebepfeiler und Spitzbogenfenster gegliedert. Geschützt nach § 2 DSchG |    |
|                | Einhaus                   | Spaichingen, Hauptstraße 237 (Karte)           |                         | Geschützt nach § 2 DSchG | BW |
|                | Einhaus                   | Spaichingen, Mühlgasse 16 (Karte)              |                         | Geschützt nach § 2 DSchG | BW |
|                | Mühlengehöft              | Spaichingen, Mühlgasse 19 (Karte)              |                         | Geschützt nach § 2 DSchG | BW |
|                | Gefängnis                 | Spaichingen, Turmgasse 4 (Karte)               |                         | Geschützt nach § 2 DSchG | BW |
|                | Evangelische Kirche       | Spaichingen, Wilhelmstraße 18 (Karte)          |                         | Geschützt nach § 2 DSchG |    |